# Advenella mandrilli
Advenella mandrilli es una bacteria gramnegativa del género Advenella. Fue descrita en el año 2022. Su etimología hace referencia a mandril, animal del género Mandrillus. Es aerobia e inmóvil. Tiene un tamaño de 1,1 μm de ancho por 1,5 μm de largo, con forma ovalada. Forma colonias beige en agar LB. Temperatura de crecimiento entre 10-45 °C, óptima de 20-30 °C. Catalasa y oxidasa positivas. Tiene un genoma de unos 3 Mpb y un contenido de G+C de 49%. Se ha aislado de las heces de un mandril (Mandrillus sphinx) en China. 